# Laetitia Brogniez
Lætitia Brogniez, née à Lobbes le 23 décembre 1980 est une femme politique belge, membre du Mouvement réformateur. 
Elle est graduée en agronomie et est agricultrice dans la commune de Philippeville.

## Carrière politique
Aux élections communales de 2006, elle devient conseillère communale de Philippeville. 
Aux élections communales de 2012, elle est élue échevine. En 2014, elle devient échevine empêchée de Philippeville et passe députée au Parlement de Wallonie pour la circonscription de Dinant-Philippeville ainsi que députée au parlement de la Fédération Wallonie-Bruxelles en remplacement de Yves Binon. Au Parlement de Wallonie, elle sera Vice-présidente de la Commission pour l'égalité des chances entre les hommes et les femmes. Ses mandats de député prennent fin avec la 9ème législature wallonne. 
Aux élections communales de 2018, elle est réélue échevine.

## Incident au Parlement de Wallonie
Le 3 avril 2019, une altercation a lieu au Parlement de Wallonie entre Laetitia Brogniez et le greffier du Parlement. La députée y était présente avec son bébé de quelques semaines pour l'allaiter. Le greffier l'a fait sortir de la cafétéria en invoquant le règlement interdisant à toute autre personne qui n'est pas député de se trouver là. À la suite de cet incident, le règlement a été modifié.